# DR-Baureihe ET 31
Die Elektrotriebwagen der Baureihe ET 31, nach Umbau Baureihe ET 32 (ab 1968: Baureihe 432 der Deutschen Bundesbahn), waren als Städte-Schnelltriebwagen konzipiert.

## Geschichte

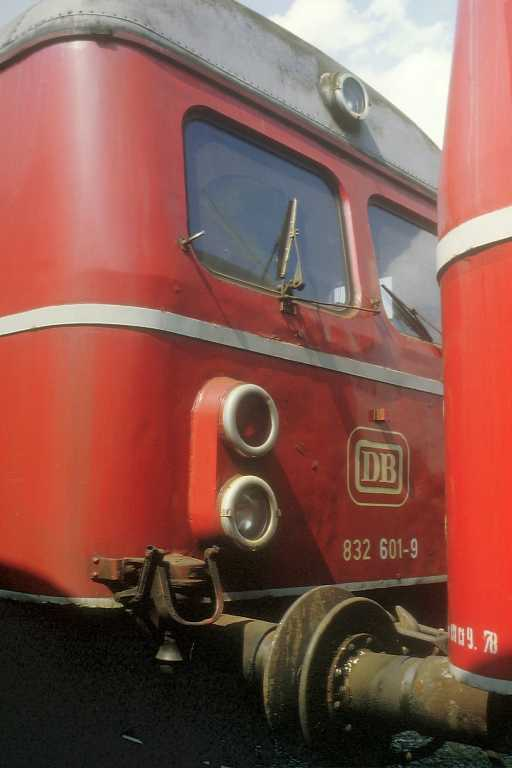
Antriebsloser Steuerwagen Baureihe 832

Im Gegensatz zu den übrigen, nach einheitlichen Konstruktionsprinzipien entwickelten Elektrotriebwagen, die von der Deutschen Reichsbahn ab 1933 in Dienst gestellt wurden, waren die Elektrotriebwagen elT 1301a-c bis elT 1313a-c, die späteren ET 31 001a-c bis ET 31 013a-c, als dreiteilige Triebwagenzüge konzipiert, bei denen alle drei Fahrzeugteile jeweils über einen eigenen Antriebsteil verfügten. Die damit verbundene größere Sitzplatzanzahl gegenüber den zweiteiligen Triebwagenzügen der übrigen Elektrotriebwagen-Baureihen ließ einen Verzicht auf den Einsatz zusätzlicher Steuerwagen zu.
Ab Oktober 1936 wurden die Triebwagenzüge der Baureihe elT 13 bei der Deutschen Reichsbahn in Dienst gestellt und auf die Bahnbetriebswerke Nürnberg Hbf (elT 1301–1303), Breslau Freiburger Bf. (elT 1304–1309) und München Hbf (elT 1310–1313) verteilt. 1940 folge die Umzeichnung in „Baureihe ET 31“.
Im Laufe des Zweiten Weltkrieges wurden vier der Triebwagenzüge zerstört (ET 31 001, 003, 011 und 013). Kurz vor Ende des Krieges befanden sich sechs Triebwagenzüge (ET 31 004-009) in Schlesien. Drei wurden von Breslau vor der vorrückenden Front in Richtung Bayern abtransportiert, wobei jedoch nur der Triebwagenzug ET 31 005 auch tatsächlich sein Ziel erreichte. Die beiden übrigen, ehemals schlesischen Triebwagenzüge schafften es nur bis in die spätere sowjetische Besatzungszone, wo sie zwar nochmals kurz zum Einsatz gelangten, jedoch schon 1946 als Reparationsleistungen an die UdSSR abgegeben werden mussten. ET 31 007 und 009 befanden sich bei Kriegsende beim Bw Hirschberg und mussten ebenfalls an die UdSSR abgegeben werden. Der kriegsbeschädigte ET 31 008 befand sich im RAW Lauban; dort stand er noch 1954 (nunmehr ZNTK Luban der PKP). In den westdeutschen Besatzungszonen verblieben somit nur vier Triebwagenzüge (ET 31 002, 005, 010, und 012).

## Einsatz der ET 31 bei der DB
Nach dem Zweiten Weltkrieg sah sich die Deutsche Bundesbahn ab ca. 1950 mit dem Fortschreiten der Streckenelektrifizierungen und aufgrund steigender Fahrgastzahlen gezwungen, vermehrt Elektrotriebwagen einzusetzen. Da für diesen Verkehrszuwachs jedoch nicht genügend Triebwagenzüge zur Verfügung standen und für das vorgesehene Einsatzgebiet der ET 31 ein dreiteiliger Triebzug mit lediglich zwei angetriebenen Drehgestellen als ausreichend erachtet wurde, wurden die verbliebenen Triebwagenzüge unter Zuhilfenahme von überzähligen Steuerwagen, die ursprünglich für die Elektrotriebwagen der Baureihe ET 25 vorgesehen waren, in sechs dreiteilige Triebzüge der Baureihe ET 32 umgebaut. Dabei wurde bei allen vier Triebwagenzügen jeweils ein Endwagen durch einen ES 25-Steuerwagen, der mit einem Dachstromabnehmer versehen worden war, ersetzt. Aus den dadurch gewonnenen vier einzelnen Triebwagen wurden zwei zweiteilige Triebzüge zusammengestellt, die durch je einen ES 25-Steuerwagen zu dreiteiligen Einheiten verstärkt wurden.
Der Umbau erfolgte dabei aus folgenden Fahrzeugen:
| Spenderfahrzeuge                    | Umbaufahrzeuge            | Achsfolge (neu)  |
| ----------------------------------- | ------------------------- | ---------------- |
| ET 31 005a/c + ES 25 132            | ET 32 001a/c + ES 32 001b | Bo'2'+Bo'2'+2'2' |
| ET 31 002a/c + ES 25 135            | ET 32 002a/c + ES 32 002b | Bo'2'+Bo'2'+2'2' |
| ET 31 010b/c + ES 25 108 oder 109   | ET 32 021b/c + ES 32 021a | Bo'2'+2'Bo'+2'2' |
| ET 31 012b/c + ES 25 109 oder 108   | ET 32 022b/c + ES 32 022a | Bo'2'+2'Bo'+2'2' |
| ET 31 010a + ET 31 005b + ES 25 003 | ET 32 201a/b + ES 32 201  | Bo'2'+2'Bo'+2'2' |
| ET 31 012a + ET 31 002b + ES 25 010 | ET 32 202a/b + ES 32 202  | Bo'2'+2'Bo'+2'2' |

(Die Teile a und b sind jeweils die Kopfteile der Triebzüge, während der Teil c der mittlere Triebwagen ist.)
Dazu ist anzumerken, dass die Steuerwagen zu den vier Triebzügen, die aus jeweils einem a-, beziehungsweise b-Teil sowie einem zugehörigen c-Teil der ursprünglichen Triebwagenzüge umgebaut wurden (ET 32 001, 002, 021 und 022), am dem Steuerabteil entgegengesetzten Ende so umgebaut wurden, dass sie mit dem restlichen Triebzug kurzgekuppelt werden konnten und eine Übergangsmöglichkeit in diesen bekamen. Die übrigen Steuerwagen, die zu den beiden aus gemischten Triebköpfen zusammengestellten Triebzügen (ET 32 201 und 202) hinzukamen, behielten ihre ursprüngliche Form, so dass ein direkter Übergang zu den Triebwagen nicht möglich war.

## Die Baureihe ET 32 bei der DB
Ab dem Jahr 1963 wurden die mittlerweile fast dreißig Jahre alten Triebzüge einer grundlegenden Modernisierung unterzogen. Dabei wurde nicht nur die Innenausstattung, sondern auch das äußere Erscheinungsbild erheblich geändert. Dieses betraf insbesondere die Endwagen der Triebzüge, die gänzlich geänderte Kopfteile zur Aufnahme der Führerstände erhielten (diese einheitliche Kopfform war durch das Ausbesserungswerk Stuttgart-Bad Cannstatt für alle zu modernisierenden Vorkriegs-Elektrotriebwagen entwickelt worden).

Dabei wurden die Steuerwagen der beiden Triebzüge ET 32 201 und 202 so umgebaut, dass sie zwischen den beiden Triebwagen kurzgekuppelt als Mittelwagen laufen konnten und ein Durchgang durch den gesamten Zug gewährleistet war. Sie wurden daher umgezeichnet in EM 32 201 und 202 (aus ES 32 201 und 202) und erhielten Dachleitungen zur elektrischen Verbindung der Dachstromabnehmer der beiden Triebwagen untereinander.
Für diese beiden Triebzüge änderte sich also die Reihung wie folgt:
| Spenderfahrzeuge         | Umbaufahrzeuge                      | Achsfolge (neu)  |
| ------------------------ | ----------------------------------- | ---------------- |
| ET 32 201a/b + ES 32 201 | ET 32 201a + EM 32 201 + ET 32 201b | Bo'2'+2'2'+2'Bo' |
| ET 32 202a/b + ES 32 202 | ET 32 202a + EM 32 202 + ET 32 202b | Bo'2'+2'2'+2'Bo' |

Mit Einführung der computergerechten Triebfahrzeugnummern im Jahre 1968 wurden die Triebzüge erneut, wie folgt umgezeichnet:
| Ursprungsnummer                     | Computernummer                    |
| ----------------------------------- | --------------------------------- |
| ET 32 001a/c + ES 32 001b           | 432 101-4 + 432 401-8 + 832 601-9 |
| ET 32 002a/c + ES 32 002b           | 432 102-2 + 432 402-6 + 832 602-7 |
| ET 32 021b/c + ES 32 021a           | 432 121-2 + 432 421-6 + 832 621-7 |
| ET 32 022b/c + ES 32 022a           | 432 122-0 + 432 422-4 + 832 622-5 |
| ET 32 201a + EM 32 201 + ET 32 201b | 432 201-2 + 832 201-8 + 432 501-5 |
| ET 32 202a + EM 32 202 + ET 32 202b | 432 202-0 + 832 202-6 + 432 502-3 |

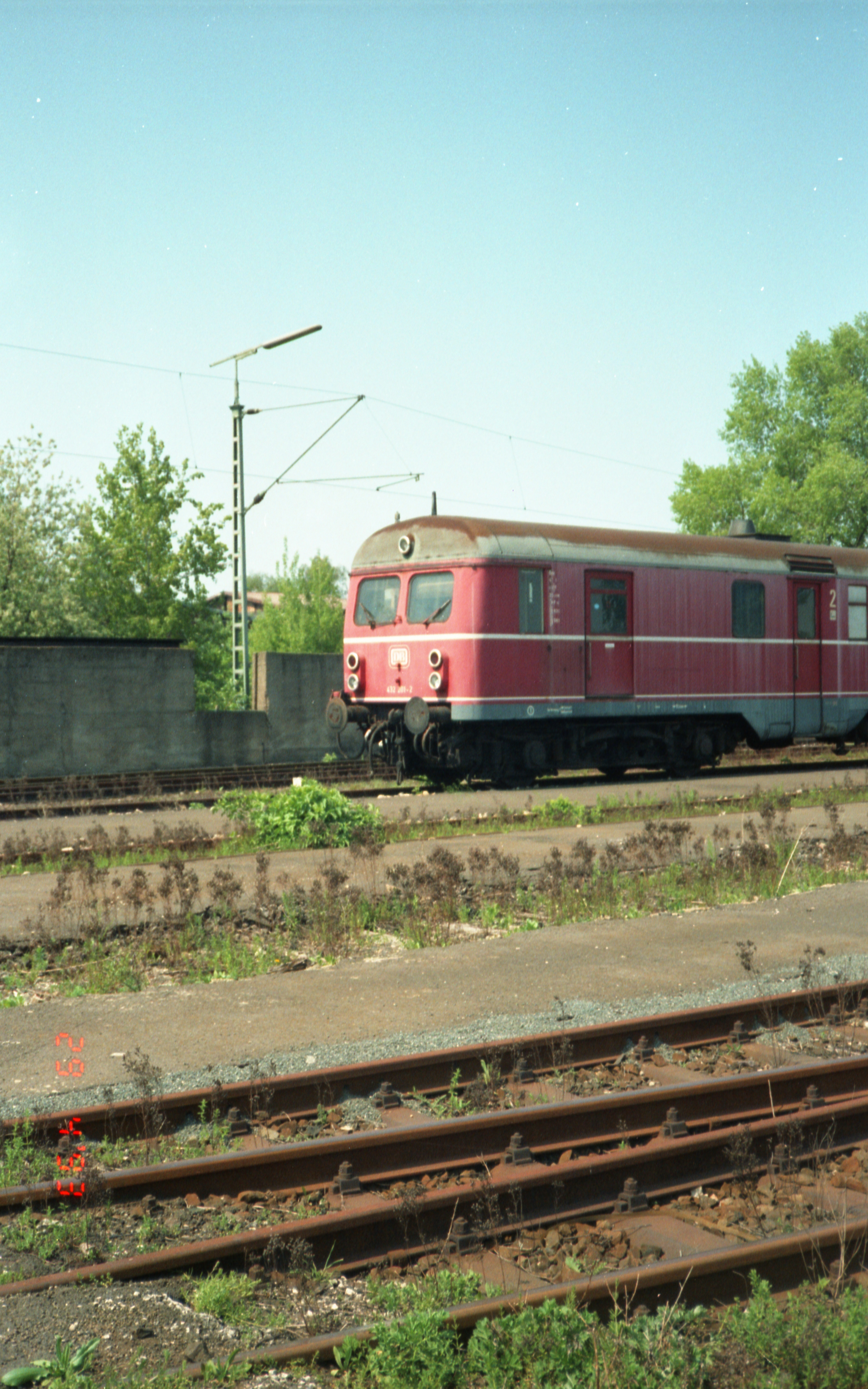
DB 432 201-2 im BW Bamberg 1993

In dieser Konstellation waren diese Triebzüge bis zum Ende des Winterfahrplans 1983/84 von Nürnberg aus im Einsatz.

## Verbleib
Nach dem Einsatzende 1984 wurden die meisten Triebwagen verschrottet. Lediglich der Zug 432 201 war noch bis 2010 bei der Schienenverkehrsgesellschaft in Stuttgart erhalten, aber zwei seiner drei Fahrzeugteile wurden 2010 im Hafen Stuttgart verschrottet. Der verbleibende Triebkopf 432 501 sollte wieder museal aufgearbeitet und in der SVG Eisenbahn-Erlebniswelt Horb ausgestellt werden. Doch wurde auch dieser letzte Triebkopf 2018 verschrottet, da er durch Vandalismus so stark beschädigt war, dass eine Aufarbeitung nicht mehr realisierbar erschien.